# Gustavo Fara
Pour les articles homonymes, voir Fara.
Gustavo Fara (Orta San Giulio, 18 septembre 1859 - Nervi, 24 février 1936) était un général et homme politique italien.

## Biographie

### Ses premières années, le début de sa carrière militaire et son expérience en Érythrée
Gustavo Fara est né à Orta San Giulio le 18 septembre 1859, fils de Carlo Fara et Antonietta Bedone. Déterminé dès son plus jeune âge à poursuivre une carrière militaire, il fréquente l'Académie militaire de Modène, dont il sort en juillet 1879 avec le grade de sous-lieutenant (sottotenente), étant affecté au 8e régiment de Bersaglieri, au sein duquel il restera tout au long de sa carrière. En 1881, il est promu lieutenant (tenente) et retourne à l'académie de Modène en 1883 pour y enseigner l'histoire et l'art militaire.
Ayant atteint le grade de capitaine (capitano) en avril 1888, Fara demande à être affecté comme volontaire aux colonies italiennes d'Afrique et en octobre de la même année, il part pour l'Érythrée, où en janvier de l'année suivante, il est affecté comme commandant de la 3e compagnie d'àscari, participant à la marche sur Asmara.
Il a combattu à Agordat en 1890, ce qui lui a valu d'être fait chevalier de l'Ordre militaire de Savoie. Dans cette action, Fara réussit à prendre par surprise les ennemis qui avançaient vers la mer et menaçaient d'occuper la colonie érythréenne commandée par le général Orero Baldassarre Orero: Fara envoya deux compagnies d'àscari pour renforcer les rangs du major Cortese avec lequel il se dirigea vers l'attaque de Dega, bloquant les ennemis dans la gorge de Damatai, précisément près d'Agordat où la bataille eut lieu et où il fut également possible de récupérer le butin pillé à Beni Amer et de libérer plusieurs prisonniers.
Ayant contracté la malaria en 1891, il est contraint de rentrer chez lui où, après s'être rétabli, il est affecté au 18e régiment de Bersaglieri et épouse Giulia Mazzoni le 30 août 1893. Promu major (maggiore )en 1899, il se voit confier le commandement du XXXIVe bataillon du 10e régiment de Bersaglieri, atteignant le grade de lieutenant-colonel (tenente colonnello) en 1905. En 1910, il est enfin promu colonel (colonnello) et se voit confier le commandement du 11e régiment de Bersaglieri.

### La guerre en Libye et l'action sur Bir Tobraz

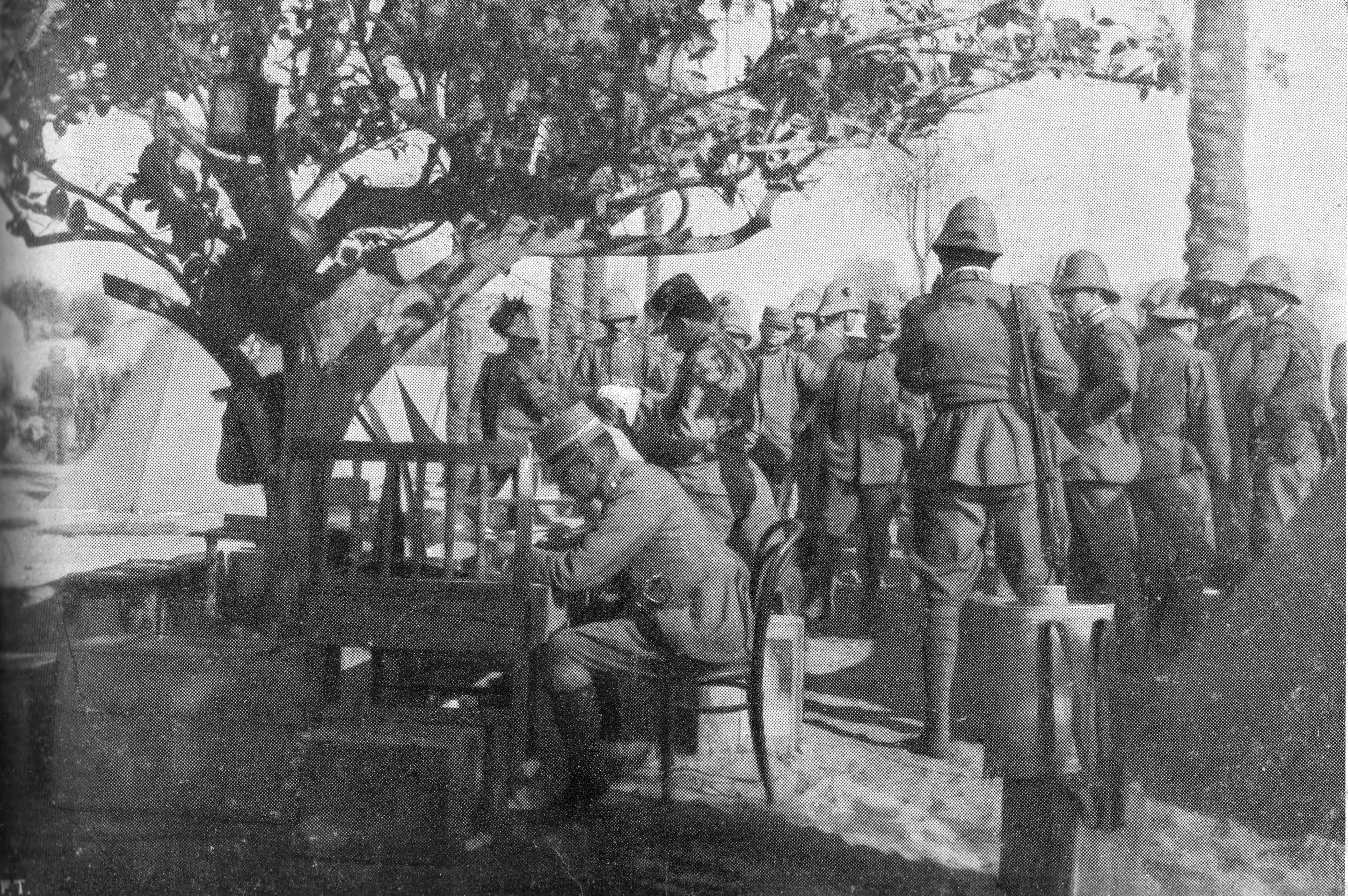
Gustavo Fara rapporte après la bataille de Sciara Sciatt

Compte tenu de l'expérience acquise lors de la guerre d'Érythrée et de la distinction qu'il avait acquise sur le champ de bataille, Gustavo Fara participe ensuite à la guerre de Libye (1911-12) en dirigeant le 11e régiment de Bersaglieri dans la bataille de Shar al-Shatt, où il mène la résistance du fort Henni, empêchant la défaite de se transformer en déroute.
Le général Guglielmo Pecori Giraldi, qui avait pris le commandement de l'oasis d'Ain Zara, lance une opération contre l'oasis de Bir Tobraz (14 km au sud de ʿAin Zara) le 18 décembre. Le général italien avait reçu des nouvelles selon lesquelles certains capitaines arabes qui avaient juré fidélité à l'Italie avaient été faits prisonniers par d'autres Arabes hostiles. Il a donc décidé d'envoyer une expédition de secours à l'oasis de Bir Tobraz où il supposait qu'ils avaient été faits prisonniers. Sans en informer le général Carlo Caneva, Pecori Giraldi envoie le 11e régiment de Bersaglieri du colonel Fara en mission avec environ 3 000 hommes. L'expédition est partie pendant la nuit dans l'espoir d'attaquer le camp ennemi à l'aube, mais les guides locaux qui avaient été désignés n'ont pas trouvé la cible et l'unité a erré pendant sept heures dans le désert jusqu'à ce qu'elle trouve le camp ennemi. Les Italiens décident alors d'attaquer mais se dirigent du mauvais côté du camp et se retrouvent rapidement pris entre deux feux. À ce moment-là, Fara décide de désengager l'unité et prend une formation en carré et repousse les attaques ennemies tout au long de la journée jusqu'à ce que, à l'approche de la nuit, les Arabes battent en retraite. La colonne italienne commença sa retraite rapide vers Ain Zara, abandonnant tout le matériel inutile et même les corps de ceux qui étaient tombés. Sur le chemin du retour, la colonne Fara a intercepté une brigade de secours qui avait également été perdue..

Le récit de l'expédition a suscité de vives critiques à l'égard du général Pecori Giraldi qui avait voulu l'action et, après une enquête, il a été relevé de ses fonctions en février 1912. Le général a réagi en attribuant la faute à Fara. Le général Luigi Cadorna apprend les accusations de Pecori Giraldi contre son subordonné, l'accuse d'incompétence et recommande la promotion au grade de général pour le colonel Fara, qu'il décrit comme "un vrai soldat". Fara a ensuite été promu général de division (Maggior generale) pour ses mérites de guerre en 1911. Il apparaît sur certaines photographies prises par le correspondant de guerre français Gaston Chérau, qui mentionne également le comportement héroïque de Gustavo Fara dans des lettres échangées avec sa femme.
Le 31 mars 1912, il est initié à la franc-maçonnerie dans la loge napolitaine du Grand Orient d'Italie Figli di Garibaldi, mais ne fréquente la loge que quelques mois.
A la fin de la guerre en Libye, le 26 mars 1913, Fara est choisi pour prendre le commandement de la brigade "Friuli", en même temps qu'il abandonne la franc-maçonnerie en démissionnant de la loge "Darwin" de Naples, sous l'obédience du Grand Orient d'Italie, dont il était membre,.

### Première Guerre mondiale
Au début de la Première Guerre mondiale, Gustavo Fara se voit confier le commandement de la 24e division stationnée à Carnia et est promu lieutenant-général (tenente generaleà) avant de passer au commandement de la 4e division, avec laquelle il participe à la prise de Sabotino (24 octobre 1915), où il est blessé. Remis de ses blessures, il demande à être renvoyé au front pour commander la 19e division, avec laquelle il contribue à contrer l'offensive lancée par les Autrichiens dans le Val Lagarina. Il s'est distingué avec la 14e division à Monfalcone où il a obtenu une médaille d'argent de la valeur militaire.
L'habileté de Fara se manifeste toutefois dans les dernières phases de la Grande Guerre : en août 1917, il forme la 47e division Bersaglieri avec laquelle il participe à la 11e offensive de l'Isonzo, réussissant à traverser le fleuve et à atteindre le plateau de Bainsizza, ce qui lui vaut le grade de Commandeur de l'Ordre militaire de Savoie. En octobre de la même année, il combat sur le Monte Grappa et, à partir de 1918, il prend le commandement de la 23e division Bersaglieri, se distinguant sur le Piave et le Paradiso, où il obtient d'autres distinctions.
Avec la fin du conflit, en janvier 1919, il est affecté au corps d'armée stationné à Florence, mais l'année suivante, il est réformé et quitte sa carrière militaire le 20 juillet 1920.

### Politique et proximité avec les débuts du fascisme
Après sa retraite, le général Fara a décidé de se retirer dans sa résidence d'été à Nervi où il s'est rapproché du monde politique. Proche du fascisme naissant, il devient le promoteur du premier faisceaux italien de combat (Fascio di Combattimento) de Nervi, créé en 1921 à l'occasion des élections locales, mais adhère officiellement au mouvement le 2 mai 1922. En septembre 1922, il rencontre pour la première fois Emilio De Bono et Benito Mussolini, rappelant à ce dernier qu'il avait été le commandant du 11e régiment dans lequel il avait lui-même servi et qu'il était prêt à soutenir la cause insurrectionnelle du mouvement fasciste. Pour ces raisons, il participe à la marche sur Rome en octobre 1922 avec la colonne d'Ulisse Igliori, et devient lieutenant général (luogotenente generale) de la Milice volontaire pour la sécurité nationale (Milizia Volontaria per la Sicurezza Nazionale), ainsi qu'inspecteur général (ispettore generale) de cette même milice.
Quelques mois après la Marche sur Rome, la Milice volontaire pour la sécurité nationale est officiellement institutionnalisée et régularisée. Fara décide donc, comme d'autres anciens officiers, d'y adhérer, enthousiaste à l'idée de pouvoir retourner "au service actif", et reste dans cette position jusqu'en 1928, date à laquelle il est mis à la retraite et reçoit le grade de commandant de corps d'armée (comandante di corpo d'armata). Entre 1924 et 1925, il est également commissaire royal à L'Aquila, après que le maire libéral Vincenzo Speranza a quitté le poste en raison de désaccords avec le nouveau régime.
Il a été nommé sénateur du Royaume le 22 décembre 1928, et démissionne le 24 février 1936 ; il meurt le même jour à Nervi.

### Fonctions et titres
- Inspecteur de l'Association Nationale des Combattants

## Distinctions honorifiques
- Chevalier de l'Ordre militaire de Savoie - 24 août 1890
 - Commandeur de l'Ordre militaire de Savoie - 31 août 1917
 - Grand officier de l'Ordre militaire de Savoie - 11 novembre 1920
 - Médaille d'or de la valeur militaire
- Pour ses éminentes qualités de soldat audacieux et brillant sous le feu de l'ennemi déployé et d'abord après sa promotion pour mérite de guerre, dans les nombreux combats de la campagne de Libye auxquels il a participé. - Ain Zara - 4 décembre 1911.
 - Médaille d'argent de la valeur militaire
 - Chevalier de l'Ordre de la Couronne d'Italie - 8 mars 1900
 - Commandeur de l'Ordre de la Couronne d'Italie - 28 décembre 1911
 - Grand Officier de l'Ordre de la Couronne d'Italie - 3 juin 1916
 - Chevalier de Grand-croix de l'Ordre de la Couronne d'Italie - 3 juin 1916
 - Chevalier de l'Ordre des Saints-Maurice-et-Lazare - 12 janvier 1911
 - Officier de l'Ordre des Saints-Maurice-et-Lazare - 15 janvier 1914
 - Commandeur de l'Ordre des Saints-Maurice-et-Lazare - 24 juillet 1919
 - Grand Officier de l'Ordre des Saints-Maurice-et-Lazare - 14 septembre 1920
 - Grand Officier de l'Ordre colonial de l'Étoile d'Italie - 29 janier 1925
 - Médaille du mérite militaire mauricien pour dix ans d'anciennenté
 - Croix d'or pour ancienneté de service (40 ans)
 - Croix du Mérite de guerre
 - Médaille commémorative des campagnes d'Afrique
 - Médaille commémorative de la guerre italo-turque 1911-1912
 - Médaille commémorative de la guerre italo-autrichienne 1915-1918 (4 ans de campagne)
 - Médaille commémorative de l'Unité italienne
 - Médaille commémorative en or de la Marche sur Rome - 28 octobre 1922

### Remerciements
- Milan a donné son nom à une rue.
- Novara a donné son nom à une rue.
- Rome a donné son nom à une rue.
- Le Parti national fasciste avait donné son nom à la Colonia Fara de Chiavari. À Chiavari également, une école primaire porte son nom.

## Source
- (it) Cet article est partiellement ou en totalité issu de l’article de Wikipédia en italien intitulé « Gustavo Fara » (voir la liste des auteurs).